# موتر (مدير نوافذ)
 موتر (Mutter) هو مدير النوافذ في جنوم شل، حل محل ميتاستي في جنوم 3. موتر هي اختصار من الكلمتين "Metacity Clutter". مدير النوافذ موتر تطوره ريد هات، ويجمع مدير النوافذ القديم، ميتاستي ومكتبة الانيميشن clutter التي طورتها إنتل ومساهمة من كانونيكال، استخدم في كل من الجيل الأول من واجهات النوت بوك من كانونيكال وفي واجهة moblin من إنتل منذ العام 2007، وحاليا Meego, أما الشريط الجانبي فهو مطور بمكتبة clutk وهي مكتبة انيمشن متعددة الأغراض من تطوير كانونيكال مبنية على .clutter